# ナディル・ベルハジ
ナディル・ベルハジ（アラビア語: نذير بلحاج, ラテン文字表記: Nadir Belhadj, 1982年6月18日 - ）は、フランス・サン＝クロード出身の元アルジェリア代表サッカー選手。現役時代のポジションはDF (LSB)。

## 来歴

### クラブ
2008-09シーズン、レンタルでポーツマスFCに加入した。活躍が認められ、シーズン途中で完全移籍した。ポーツマスでの活躍から、冬の移籍市場でプリメーラ・ディビシオンのFCバルセロナから獲得のオファーを受けたが、「控えに甘んじるのではなく、試合に出たい」との理由から断った。
2015-16シーズン限りでカタール・スターズリーグのアル・サッドを退団し、2016年11月28日にCSスダン・アルデンヌへ復帰することが決定した。フランス全国選手権で19試合に出場し2ゴールを挙げたが、クラブはリーグ17位に終わりCFAに降格。2017年6月5日、アル・スィーリーヤSCと1年契約を交わしカタールに再び参戦することが決定した。2021年、再びスダン・アルデンヌに復帰。2022年1月19日、ムアイザルSCに移籍。

### 代表
U-18フランス代表としての出場経験を持つが2004年4月28日にアルジェリア代表として中国代表との親善試合に初出場すると2007年6月5日のアルゼンチン代表戦で初得点した。

## 代表歴

### 出場大会
- アルジェリア代表
  - 2010 FIFAワールドカップ

### 試合数
- 国際Aマッチ 54試合 4得点（2004年-2011年）[5]

| アルジェリア代表 | 国際Aマッチ | 国際Aマッチ |
| 年               | 出場        | 得点        |
| ---------------- | ----------- | ----------- |
| 2004             | 8           | 0           |
| 2005             | 5           | 0           |
| 2006             | 4           | 0           |
| 2007             | 6           | 3           |
| 2008             | 5           | 0           |
| 2009             | 9           | 1           |
| 2010             | 14          | 0           |
| 2011             | 3           | 0           |
| 通算             | 54          | 4           |

### 得点
| # | 日時           | 場所       | 相手         | スコア | 結果 | 大会                      |
| - | -------------- | ---------- | ------------ | ------ | ---- | ------------------------- |
| 1 | 2007年6月5日   | バルセロナ | アルゼンチン | 2–1    | 3–4  | 親善試合                  |
| 2 | 2007年6月5日   | バルセロナ | アルゼンチン | 3–4    | 3–4  | 親善試合                  |
| 3 | 2007年11月20日 | ルーアン   | マリ         | 3–2    | 3–2  | 親善試合                  |
| 4 | 2009年10月11日 | ブリダ     | ルワンダ     | 2–1    | 3–1  | 南アフリカW杯アフリカ予選 |

## タイトル

### クラブ
リヨン
- リーグ・アン : 2006-07
- トロフェ・デ・シャンピオン : 2007

アル・サッド
- カタール・スターズ・カップ（英語版） : 2010
- AFCチャンピオンズリーグ : 2011
- カタール・スターズリーグ : 2012-13
- アミール・カップ : 2014, 2015
- シェイク・ジャシム・カップ : 2014

アル・スィーリーヤ
- カタール・スターズ・カップ（英語版） : 2020-21

### 個人
- AFCチャンピオンズリーグ・ドリームチーム : 2014
- QFAアワーズ : 2014